# ویلیام جی. کلیری
ویلیام جی. کلیری (به انگلیسی: William J. Cleary) ( ۱۴مه ۱۸۷۰ –۱۹۵۲) یک سیاستمدار دولت آمریکا در میشیگان بود. از سال ۱۹۴۳ تا سال ۱۹۵۰ او عضو مجلس نمایندگان ایالت میشیگان برای بخش دوم شهرستان برین بود. کلیری ایرلندی تبار بود و در گرینفیلد، ایندیانا، شهرستان هنکاک، ایندیانا، در هنکاک به دنیا آمده بود. او دارای مدرک مهندس عمران بود و در بندر بنتون، میشیگان زندگی می‌کرد.